# Danh sách kênh truyền hình của VTVCab
Dưới đây là danh sách kênh truyền hình tự sản xuất hoặc hợp tác sản xuất trên hệ thống Truyền hình cáp Việt Nam (VTVCab) thuộc Đài Truyền hình Việt Nam (trước ngày 7 tháng 5 năm 2013 là VCTV). Tất cả các kênh thuộc hệ thống VTVCab đều phát sóng 24 giờ mỗi ngày. Danh sách được cập nhật chính xác đến tháng 2 năm 2025.

## Kênh hợp tác và sản xuất

### Hiện tại
| Tên kênh          | Nội dung                               | Lịch sử | Đối tác liên kết |
| ----------------- | -------------------------------------- | --- | --- |
| ON Vie Giải Trí   | Giải trí tổng hợp                      | Kênh lên sóng từ ngày 30 tháng 3 năm 1996, với nội dung là kênh tổng hợp, lấy tên gọi là kênh VTV-MMDS. Nội dung của kênh chủ yếu là khai thác lại các chương trình từ VTV1, VTV2, VTV3, cùng với một số bộ phim khai thác từ các kênh truyền hình nước ngoài được thuyết minh tiếng Việt. Ngày 25 tháng 4 năm 1999, kênh thay đổi nội dung thành kênh phim truyện MMDS, phát sóng những bộ phim Việt Nam và nước ngoài. Đến năm 2000, khi Hãng Truyền hình Cáp Việt Nam (VCTV) được thành lập, kênh MMDS lấy tên gọi là VCTV. Ngày 1 tháng 7 năm 2003, kênh phim truyện VCTV thay đổi nội dung thành kênh giải trí tổng hợp VCTV, và đổi tên thành VCTV1 vào ngày 15 tháng 10 năm 2004. Từ ngày 10 tháng 7 năm 2010, kênh VCTV1 được Công ty Fansipan Media (thuộc tập đoàn truyền thông Lê Media) liên kết với VCTV để nâng cấp nội dung và đổi tên thành Fansipan TV. Từ tháng 2 năm 2013, kênh VCTV1 được công ty Cổ phần D.I.D TV (nay đã đổi tên thành Công ty Cổ phần Vie Channel) thuê sóng và nâng cấp nội dung. Ngày 21 tháng 4 năm 2013, kênh VCTV1 đổi tên thành Giải trí TV. Kênh Giải trí TV chính thức phát sóng vào ngày 7 tháng 5 năm 2013. Ngày 1 tháng 11 năm 2015, kênh được phát dưới định dạng HD. Ngày 30 tháng 1 năm 2019, kênh VTVCab 1 đổi tên từ Giải Trí TV thành Vie Giải Trí. Từ ngày 15 tháng 6 năm 2023 đến hết ngày 22 tháng 12 năm 2023, tên gọi kênh Vie Giải Trí tạm thời bị gỡ bỏ khỏi nhận diện của kênh VTVcab 1 để phù hợp với hoạt động của Luật Báo chí. Ngày 23 tháng 12 năm 2023, kênh VTVcab 1 được đổi tên thành ON Vie Giải Trí. | - 10/07/2010 - 31/01/2013: Hợp tác với Công ty Fansipan Media (thuộc tập đoàn truyền thông Lê Media), phát triển và nâng cấp kênh giải trí tổng hợp VCTV1 thành kênh Fansipan TV. - 01/02/2013 - nay: Hợp tác với Công ty Cổ phần D.I.D TV (nay là Công ty Cổ phần Vie Channel), bước đầu nâng cấp nội dung kênh VCTV1, về sau đổi tên thành Giải trí TV, và nay là ON Vie Giải Trí.                                                                                           |
| ON Phim Việt      | Phim truyện Việt Nam                   | Kênh bắt đầu phát sóng từ ngày 21 tháng 10 năm 2004, với tên gọi VCTV2, nội dung là kênh phim truyện Việt Nam. Kênh chính thức phát sóng vào ngày 01/11/2004. Trước kia, kênh VCTV2 chỉ phát sóng những bộ phim cũ do Trung tâm Phim truyền hình Việt Nam (VFC), hãng phim Đài Truyền hình TP.HCM (TFS), hãng phim Tây Đô của VTV Cần Thơ, Công ty Nghe nhìn Hà Nội của Đài PTTH Hà Nội, Hãng phim truyền hình Hải Phòng (HFS), ... sản xuất. Ngày 30 tháng 1 năm 2011, kênh VCTV2 được nâng cấp thành kênh Phim Việt do Ngọc Bích Media quản lý, kênh chỉ phát sóng những bộ phim mới do các hãng phim miền Nam sản xuất. Ngày 7 tháng 9 năm 2021, kênh được đổi tên thành ON Phim Việt. | - 30/01/2011 - nay: Hợp tác với Công ty Ngọc Bích Media, phát triển và nâng cấp kênh phim truyện Việt Nam VCTV2 thành kênh Phim Việt, nay là ON Phim Việt. |
| ON Sports         | Thể thao                               | Phát sóng từ ngày 1 tháng 12 năm 2004 với tên gọi VCTV3, là kênh thể thao tiếng Việt đầu tiên trên hệ thống truyền hình trả tiền Việt Nam. Ngày 6 tháng 8 năm 2010, VCTV3 đổi tên thành Thể thao TV. Kênh do Đài truyền hình Việt Nam phối hợp cùng Công ty Cổ phần Truyền thông bóng đá Việt Nam (VFM) phối hợp sản xuất chương trình. Ngày 7 tháng 9 năm 2021, kênh được đổi tên thành ON Sports. | - 06/08/2010 - 31/12/2018: Hợp tác với Công ty Cổ phần Truyền thông bóng đá Việt Nam (VFM), phát triển và nâng cấp kênh thể thao VCTV3 thành kênh Thể thao TV. |
| ON Movies - YouTV | Phim và Giải trí tổng hợp              | Lên sóng vào tháng 3 năm 2005, với tên gọi VCTV4, nội dung là kênh Văn nghệ Việt Nam. Kênh chủ yếu phát sóng những chương trình sân khấu (kịch, tuồng, chèo, cải lương) và các chương trình ca nhạc Việt Nam do Đài Truyền hình Việt Nam và một số đài truyền hình địa phương sản xuất. Ngày 31 tháng 7 năm 2009, kênh VCTV4 hợp tác với Công ty Quantum Media, bắt đầu phát sóng khung giờ chương trình âm nhạc tương tác M4Me (Music For Me). Thời gian phát sóng của chương trình trên M4me: - Ngày 31 tháng 7 năm 2009 - ngày 31 tháng 12 năm 2009: từ 6h - 9h và từ 21h - 1h - Tháng 1 năm 2010 - ngày 30 tháng 11 năm 2011: từ 10h - 14h và từ 20h - 0h. Từ ngày 1 tháng 12 năm 2011, M4me phát sóng toàn thời gian trên VCTV4, thay thế nội dung kênh văn nghệ cũ. Ngày 10 tháng 8 năm 2013, M4me ngừng phát sóng. Ngày 1 tháng 10 năm 2013, Kênh 17 chuyển sóng từ kênh VTVcab 17 sang kênh VTVcab 4. Ngày 3 tháng 8 năm 2015, lên sóng kênh truyền hình Văn Hóa (do VTVcab biên tập và sản xuất nội dung), thay thế Kênh 17. Ngày 12 tháng 8 năm 2018, kênh hợp tác với BHD, và có thêm thương hiệu "LOVE" - phát sóng những bộ phim tình cảm, lãng mạn. Từ tháng 11/2019, kênh chính thức thay thế nội dung của kênh Văn hóa. Ngày 8 tháng 12 năm 2022, kênh được đổi tên thành ON Movies. Ngày 14 tháng 2 năm 2025, kênh hợp tác với iMC bổ sung và phát các chương trình của kênh YouTV song song với nội dung của BHD với tên gọi ON Movies - YouTV. | - 31/07/2009 - 09/08/2013: Hợp tác với Công ty Quantum Media, phát sóng khung giờ chương trình âm nhạc tương tác M4Me trên kênh Văn nghệ Việt Nam VCTV4. - 12/08/2018 - nay: Hợp tác với Công ty BHD, phát triển kênh phim truyện và giải trí đa phương tiện LOVE TV, nay là ON Movies. - 14/02/2025 - nay, kênh hợp tác thêm với iMC Group, phát sóng trở lại kênh và thêm các nội dung của YouTV, với tên gọi ON Movies - YouTV.                                             |
| ON E Channel      | Giải trí tổng hợp dành cho phụ nữ      | Lên sóng vào ngày 20 tháng 7 năm 2009 với tên gọi VCTV5 - Real TV, nội dung là Kênh Truyền hình thực tế. Kênh chính thức phát sóng vào ngày 01/04/2010. Từ tháng 9 năm 2012, RealTV ngừng phát sóng. Trong thời gian đó, kênh VCTV5 tiếp tục phát sóng những chương trình cũ của RealTV. Ngày 14 tháng 11 năm 2012, phát sóng thử nghiệm chương trình E Channel trên kênh VCTV5, và phát sóng chính thức từ ngày 1 tháng 1 năm 2013. Đây là sản phẩm hợp tác giữa VCTV và ADT Media. Ngày 1 tháng 1 năm 2016, kênh được phát dưới dạng HD. Ngày 8 tháng 4 năm 2023, kênh được đổi tên thành ON E Channel | - 20/07/2009 - 09/2012: Hợp tác với Công ty Cổ phần Truyền thông Truyền hình thực tế, phát triển kênh truyền hình thực tế Real TV. - 14/11/2012 - nay: Hợp tác với Công ty ADT Media, phát triển kênh giải trí tổng hợp E Channel, nay là ON E Channel. |
| ON Sports+        | Thể thao và giải trí                   | Lên sóng vào ngày 4 tháng 10 năm 2005, với tên gọi là kênh VCTV6, là kênh truyền hình khoa học - giáo dục, phổ biến kiến thức. Từ tháng 3 năm 2013, kênh VCTV6 (về sau là VTVcab 6) phát sóng thêm một số chương trình giải trí được chuyển sóng từ kênh VCTV1, và thay đổi nội dung thành Kênh khoa học - giáo dục & giải trí tổng hợp. Kênh VTVcab 6 được thuê sóng bởi ADT Media và đổi tên thành HayTV vào ngày 15 tháng 9 năm 2013, trở thành kênh giải trí tổng hợp dành cho phụ nữ. Ngày 1 tháng 1 năm 2016, kênh được phát dưới dạng HD. Từ ngày 1 tháng 7 năm 2020, kênh VTVcab 6 được trả về cho VTVcab, kênh phát sóng các chương trình văn hoá - xã hội & giải trí tổng hợp. Từ ngày 1 tháng 6 năm 2021, kênh phát sóng thêm các chương trình thể thao thay cho kênh VTC3 - On Sports cũ trước đây, đồng thời có tên gọi mới là On Sports+. | - 15/09/2013 - 30/06/2020: Hợp tác với Công ty ADT Media, phát triển kênh giải trí dành cho phụ nữ Hay TV. |
| ON Cine           | Thế giới điện ảnh                      | Lên sóng từ ngày 8 tháng 8 năm 2008, với tên gọi VCTV10 - O2TV, nội dung là Kênh truyền hình chuyên biệt về sức khỏe & đời sống, do VCTV & S-Media hợp tác sản xuất, được Bộ Y tế bảo trợ thông tin. Kênh O2TV ngừng phát sóng từ ngày 12 tháng 7 năm 2017. Kể từ đó, kênh VTVcab 10 phát tạm các chương trình về sức khỏe - đời sống cũ của O2TV, và từ tháng 9 năm 2017, kênh VTVcab 10 được bổ sung thêm các chương trình của Đất Việt VAC. Từ 6h00 ngày 29 tháng 9 năm 2019, VTVcab 7 và VTVcab 10 hoán đổi nội dung kênh chương trình: VTVcab 10 thành Vie Dramas, còn VTVcab 7 phát nội dung của kênh VTVcab 10 (Sức khoẻ & cuộc sống) cũ. Từ ngày 17 tháng 5 năm 2021, VTVcab 10 và VTVcab 19 hoán đổi nội dung kênh chương trình: VTVcab 10 thành Film TV, còn VTVcab 19 thành Vie Dramas Từ ngày 15 tháng 6 năm 2021, kênh Film TV thay đổi nhận diện thành VTVcab 10. Ngày 7 tháng 9 năm 2021, kênh VTVcab 10 đổi tên thành ON Cine. | - 08/08/2008 - 12/07/2017: Hợp tác với Công ty S-Media, cùng với sự bảo trợ thông tin từ Bộ Y tế, phát triển kênh truyền hình chuyên biệt về sức khỏe O2TV. |
| ON BiBi           | Kênh thiếu nhi                         | Phát sóng từ ngày 1 tháng 6 năm 2006, với tên gọi VCTV8 - BiBi, nội dung là kênh phim hoạt hình thuyết minh tiếng Việt, thời lượng phát sóng 18/24 giờ. Bắt đầu từ sau 2010, kênh được mở rộng sản xuất một vài chương trình về thiếu nhi. Vì vậy, BiBi từ một Kênh phim thiếu nhi trở thành Kênh thiếu nhi. Từ ngày 3 tháng 8 năm 2020, kênh BiBi phát sóng 24/24 giờ. Ngày 8 tháng 12 năm 2022, kênh được đổi tên thành ON BiBi. | |
| ON Info TV        | Kinh tế và giải trí tổng hợp           | Là kênh truyền hình đầu tiên về lĩnh vực tài chính - kinh doanh tại Việt Nam, là sản phẩm hợp tác của VCTV và Công ty Cổ phần Truyền thông Đại Dương (Ocean Media), bắt đầu phát sóng từ ngày 6 tháng 3 năm 2007. Kể từ tháng 6 năm 2015, kênh được quản lý bởi Công ty cổ phần truyền hình cáp STV, cùng với đó là sự đa dạng hơn trong nội dung phát sóng. Từ ngày 1 tháng 3 năm 2023, kênh được đổi tên thành ON Info TV. | - 06/03/2007 - 06/2015: Hợp tác với Công ty Cổ phần Truyền thông Đại Dương (Ocean Media), phát triển kênh truyền hình chuyên biệt về kinh tế - tài chính Info TV. - 06/2015 - nay: Hợp tác với Công ty cổ phần truyền hình cáp STV trên cơ sở tiếp nhận kênh Info TV từ Công ty Cổ phần Truyền thông Đại Dương (Ocean Media), tiếp tục phát triển kênh Info TV, nay là ON Info TV.                                                                                             |
| ON O2TV           | Sức khỏe và cuộc sống                  | Lên sóng vào ngày 1 tháng 12 năm 2005, với tên gọi VCTV7, là kênh phim truyện nước ngoài. Ngày 22 tháng 2 năm 2012, kênh VCTV7 được công ty Cổ phần D.I.D TV (nay đã đổi tên thành Công ty Cổ phần Vie Channel) thuê sóng và nâng cấp nội dung thành kênh phim truyện D Dramas. Ngày 1 tháng 11 năm 2015, kênh được phát dưới dạng HD. Ngày 30 tháng 1 năm 2019, kênh VTVcab 7 đổi tên từ D Dramas thành Vie Dramas. Từ 6h00 ngày 29 tháng 9 năm 2019, VTVcab 7 và VTVcab 10 hoán đổi nội dung kênh chương trình: VTVcab 10 thành Vie Dramas, còn VTVcab 7 phát nội dung của kênh VTVcab 10 (Sức khoẻ & cuộc sống) cũ. Từ tháng 4 năm 2021, kênh có logo là VTVcab 7 - Sức khoẻ và Cuộc sống. Ngày 8 tháng 12 năm 2022, kênh được đổi tên thành ON O2TV. | - 27/02/2012 - 28/09/2019: Hợp tác với Công ty Cổ phần D.I.D TV (nay là Công ty Cổ phần Vie Channel), phát triển kênh phim truyện D Dramas, về sau đổi tên thành Vie DRAMAS. |
| ON Style TV       | Phong cách sống                        | Là kênh truyền hình đầu tiên về phong cách sống tại Việt Nam. Kênh được quản lý bởi công ty cổ phần truyền hình cáp Style TV (STV Media) & Công ty giải pháp truyền thông TV Plus (nay là TVHub), phát sóng từ ngày 1 tháng 11 năm 2008. Từ ngày 1 tháng 3 năm 2023, kênh được đổi tên thành ON Style TV. | - 01/11/2008 - nay: Hợp tác với Công ty cổ phần truyền hình cáp STV, phát triển kênh truyềnh hình chuyên biệt về phong cách sống Style TV, nay là On Style TV. |
| ON Home Shopping  | Bán hàng trên truyền hình              | Phát sóng từ ngày 11 tháng 1 năm 2016. Kênh được hợp tác bởi Truyền hình cáp Việt Nam và Tập đoàn Hyundai (Hàn Quốc). Kênh được phát sóng song song trên VTVcab 13 và SCTV10. Từ 15 tháng 6 năm 2023, tên gọi kênh VTV Hyundai Homeshopping tạm thời bị gỡ bỏ khỏi nhận diện của kênh VTVcab 13 để phù hợp với hoạt động của Luật Báo chí. Ngày 5 tháng 7 năm 2024, kênh được đổi tên thành ON Home Shopping. | - 11/01/2016 - nay: Hợp tác với Tập đoàn Hyundai (Hàn Quốc), phát triển mua sắm trên truyền hình VTV Huyndai Homeshopping. |
| ON Music          | Âm nhạc                                | Lên sóng vào ngày 16 tháng 6 năm 2009, với tên gọi VCTV15 - Invest TV, nội dung là Kênh truyền hình chuyên biệt về đầu tư kinh tế, là sản phẩm hợp tác bởi VCTV và Vietba Media. Từ ngày 18 tháng 12 năm 2015, kênh Invest TV thay đổi nội dung và tên gọi thành kênh truyền hình dành cho nam giới - M Channel, do Vietba Media quản lý. Từ ngày 21 tháng 6 năm 2018, kênh VTVCab 15 có thêm một số khung giờ phát sóng âm nhạc với liên doanh đối tác UM Channel, thay thế nội dung của kênh M Channel. Ngày 8 tháng 12 năm 2022, kênh được đổi tên thành ON Music. | - 16/06/2009 - 17/12/2015: Hợp tác với Công ty Vietba Media, cùng với sự bảo trợ thông tin từ Bộ Kế hoạch và Đầu tư, phát triển kênh truyền hình chuyên biệt về đầu tư - kinh tế Invest TV. - 18/12/2015 - 20/06/2018: Hợp tác với Công ty Vietba Media, phát triển kênh truyền hình dành cho nam giới M Channel. - 21/06/2018 - nay: Hợp tác với Công ty Cổ phần Truyền thông & Giải trí Đại sứ trẻ (Yeah1), phát triển kênh truyền hình âm nhạc UM Channel, nay là ON Music. |
| ON Football       | Bóng đá                                | Là kênh truyền hình chuyên biệt về bóng đá đầu tiên tại Việt Nam, do Đài truyền hình Việt Nam và Công ty Cổ phần Truyền thông bóng đá Việt Nam (VFM) hợp tác sản xuất, lên sóng từ ngày 23 tháng 8 năm 2009.. Ngày 7 tháng 9 năm 2021, kênh được đổi tên thành ON Football. | - 23/08/2009 - 31/12/2018: Hợp tác với Công ty Cổ phần Truyền thông bóng đá Việt Nam (VFM), phát triển kênh truyền hình Bóng đá TV. |
| ON Trending TV    | Du lịch                                | Lên sóng từ ngày 9 tháng 10 năm 2010, với tên gọi là kênh Du lịch, là kênh truyền hình chuyên biệt về du lịch - văn hoá, do Đài truyền hình Việt Nam, phối hợp với Bộ Văn hóa, Thể thao và Du lịch biên tập và sản xuất. Ngày 1 tháng 1 năm 2013, kênh Du lịch đổi tên thành VCTV17. Giai đoạn này, kênh phát sóng một số chương trình giải trí được chuyển sóng từ kênh VCTV1. Vì vậy, kênh VCTV17 thay đổi nội dung từ Kênh văn hóa - du lịch thành Kênh giải trí tổng hợp. Ngày 1 tháng 7 năm 2013, kênh VTVcab 17 nâng cấp nội dung và tên gọi thành Kênh 17. Từ ngày 1 tháng 10 năm 2013, kênh Yeah1TV lên sóng VTVcab 17, Kênh 17 được chuyển sóng sang VTVcab 4. Kênh Yeah1 TV được sở hữu bởi Công ty Cổ phần Truyền thông & Giải trí Đại sứ trẻ (Yeah1). Trước đó, kênh Yeah1TV đã được từng phát trên SCTV4 và HTVC+HD. Ngày 8 tháng 4 năm 2023, kênh được đổi tên thành ON Trending TV | - 09/10/2010 - 31/12/2012: Hợp tác với Bộ Văn hóa, Thể thao và Du lịch, phát triển kênh truyền hình chuyên biệt về du lịch - văn hóa VCTV17 (Du lịch). - 01/10/2013 - nay: Hợp tác với Công ty Cổ phần Truyền thông & Giải trí Đại sứ trẻ (Yeah1), phát triển kênh truyền hình dành cho giới trẻ Yeah1 TV, nay là ON Trending TV. |
| ON Sports News    | Thể thao tin tức                       | Phát sóng từ ngày 6 tháng 6 năm 2014, với tên gọi VTVcab 3 HD - Thể thao tin tức HD. Ban đầu, kênh phát vào một số khung giờ nhất định, thời gian còn lại tiếp sóng Thể thao TV HD. Có thể theo dõi kênh trên mạng cáp Analog & Digital của VTVcab. Kênh chính thức phát sóng vào ngày 15 tháng 1 năm 2016, và đổi tên thành VTVcab 18 - Thể thao TV tin tức HD. Ngày 7 tháng 9 năm 2021, kênh được đổi tên thành ON Sports News. | - 06/06/2014 - 31/12/2018: Hợp tác với Công ty Cổ phần Truyền thông bóng đá Việt Nam (VFM), phát triển kênh truyền hình Thể thao Tin tức HD, nay là ON Sports News. |
| ON Vie Dramas     | Phim kinh điển tổng hợp                | Phát sóng từ ngày 5 tháng 5 năm 2014. Kể từ năm 2015, kênh được VTVCab & Công ty Sao Thế Giới (World Star Media) quản lý. Từ ngày 17 tháng 5 năm 2021, kênh VTVcab 19 và VTVcab 10 hoán đổi nội dung, kênh VTVcab 19 thành Vie Dramas, kênh VTVcab 10 thành Film TV. Từ ngày 15 tháng 6 năm 2023 đến hết ngày 28 tháng 12 năm 2023, tên gọi kênh Vie Dramas tạm thời bị gỡ bỏ khỏi nhận diện của kênh VTVcab 19 để phù hợp với hoạt động của Luật Báo chí. Ngày 29 tháng 12 năm 2023, kênh được đổi tên thành ON Vie Dramas. | - 2015 - 16/05/2021: Hợp tác với Công ty Sao Thế Giới (World Star Media), phát triển kênh phim truyện Film TV. - 17/05/2021 - nay: Hợp tác với Công ty Cổ phần Vie Channel, phát triển kênh phim truyện Vie Dramas và nay là ON Vie Dramas. |
| ON V Family       | Gia đình                               | Phát sóng từ ngày 20 tháng 4 năm 2015. Kênh được liên doanh hợp tác bởi DTT Media, Stylish Media và VTVCab. Từ ngày 2 tháng 3 năm 2023, kênh được đổi tên thành ON V Family. | - 20/04/2015 - nay: Hợp tác với Công ty DTT Media và Stylish Media, phát triển kênh giải trí dành cho gia đình V Family, nay là ON V Family |
| ON Life           | Cuộc sống và khám phá                  | Phát sóng từ ngày 1 tháng 12 năm 2016. Từ năm 2019 đến 2022, kênh dành phần lớn thời lượng để phát sóng các chương trình khám phá tự nhiên từ kênh Love Nature 4K, trực thuộc Blue Ant Media. Ngày 8 tháng 12 năm 2022, kênh được đổi tên thành ON Life. | |
| ON Kids           | Kênh truyền hình dành cho tuổi học trò | Lên sóng từ ngày 30 tháng 4 năm 2016 với tên gọi VTVcab 21 - Sao TV, do Creative Media quản lý. Kênh Sao TV được chuyển sóng từ SCTV3. Kênh phát sóng thử nghiệm đến hết ngày 31 tháng 3 năm 2018. Ngày 1 tháng 4 năm 2018, kênh đổi tên thành Cartoon Kids. Kênh do VTVcab hợp tác với In The Box TV (Bulgaria) sản xuất. Ngày 8 tháng 12 năm 2022, kênh được đổi tên thành ON Kids. Ngày 1 tháng 4 năm 2024, kênh được trả về cho VTVcab. | - 30/04/2016 - 31/03/2018: Hợp tác với Công ty Creative Media, phát triển kênh thiếu nhi Sao TV. - 01/04/2018 - 31/03/2024: Hợp tác với Công ty In The BOX (Bulgaria), phát triển kênh hoạt hình Cartoon Kids, nay là ON Kids. |
| ON Golf           | Thể thao Golf                          | Kênh phát sóng thử nghiệm trên hệ thống VTVcab từ ngày 18 tháng 10 năm 2017. Kênh do VTVcab & FLC hợp tác sản xuất. Ngày 7 tháng 9 năm 2021, kênh được đổi tên thành ON Golf. | - 17/05/2019 - nay: Hợp tác với Tập đoàn FLC, phát triển kênh truyền hình Thể thao Golf HD, nay là ON Golf. |
| BTV9 Bchannel     | Văn hóa Phương Đông                    | Kênh phát sóng từ ngày 11 tháng 11 năm 2011. Từ ngày 31 tháng 12 năm 2019, kênh do Đài PTTH Bình Dương (BTV), VTVcab và Giáo hội Phật giáo Việt Nam hợp tác sản xuất nội dung. Trước đó, kênh do Đài PTTH Bình Dương (BTV) và AVG hợp tác sản xuất. | - 11/11/2011 - 31/12/2019: Đài PTTH Bình Dương hợp tác với Công ty cổ phần Nghe nhìn toàn cầu (AVG) và Giáo hội Phật giáo Việt Nam, phát triển kênh Văn hóa phương Đông BTV9 - An Viên. - 01/01/2020 - nay: Đài PTTH Bình Dương hợp tác với Tổng công ty Truyền hình Cáp Việt Nam (VTVcab) và Giáo hội Phật giáo Việt Nam, phát triển kênh Văn hóa phương Đông BTV9 - An Viên TV (Bchannel).                                                                                   |

### Kênh cũ
| Tên kênh              | Nội dung                  | Ghi chú |
| --------------------- | ------------------------- | --- |
| VTC3 On Sports        | Thể thao - Văn hóa        | Lên sóng từ ngày 1 tháng 11 năm 2006. Từ 15 tháng 6 năm 2020, kênh được VTVcab và Next Media hợp tác sản xuất nội dung, và có thương hiệu mới là ON Sports. Từ ngày 1 tháng 6 năm 2021, kênh được trả lại cho Đài Truyền hình Kỹ thuật số VTC. |
| VTVCab 14             | Mua sắm                   | Phát sóng từ ngày 10 tháng 2 năm 2012 với tên gọi Lotte Đất Việt Homeshopping. Kênh truyền hình được hợp tác và quản lý bởi Đất Việt VAC & Tập đoàn Lotte. Kênh VTVcab 14 tạm dừng phát sóng từ ngày 1 tháng 1 năm 2019 đến ngày 30 tháng 4 năm 2019. Từ ngày 1 tháng 5 năm 2019, kênh VTVcab 14 phát sóng trở lại với diện mạo mới là V Shopping. Từ ngày 1 tháng 1 năm 2022, kênh V Shopping ngừng phát sóng, kênh VTVcab 14 chuyển tiếp chương trình VTV Hyundai Homeshopping. Từ 15 tháng 6 năm 2023, tên gọi kênh VTV Hyundai Homeshopping tạm thời bị gỡ bỏ khỏi nhận diện của kênh VTVcab 14 để phù hợp với hoạt động của Luật Báo chí. Từ 16 tháng 9 năm 2023, kênh VTVcab 14 ngừng phát sóng. |
| VTVCab 11             | Bán hàng trên truyền hình | Lên sóng từ ngày 8 tháng 8 năm 2008, với tên gọi là kênh TV Shopping - VCTV11, nội dung là Kênh truyền hình mua sắm tại nhà, là sản phẩm hợp tác giữa Ocean Media và VCTV. Từ cuối tháng 12 năm 2015, kênh VTVcab 11 được quản lý bởi Công ty Cổ phần Thương mại Vivi Homeshopping và GS Shop (Hàn Quốc), phát song song với kênh HTVC Home Shopping. Từ 15 tháng 6 năm 2023, tên gọi kênh VGS Shop tạm thời bị gỡ bỏ khỏi nhận diện của kênh VTVcab 11 để phù hợp với hoạt động của Luật Báo chí. Từ 5 tháng 11 năm 2023, kênh ngừng phát sóng nội dung của VGS Shop, và sau đó kênh VTVcab 11 chuyển tiếp chương trình VTV Hyundai Homeshopping. Từ 1 tháng 1 năm 2024, kênh VTVCab 11 ngừng phát sóng. |
| BTV5 ON Sports Action | Thể thao hành động        | Kênh được lên sóng vào ngày 15 tháng 2 năm 2007. Từ ngày 6 tháng 1 năm 2015, kênh được liên kết giữa Đài PT-TH Bình Dương, Công ty TNHH Truyền hình Cáp Saigontourist (SCTV) và Ban biên tập Truyền hình Cáp - Đài Truyền hình Việt Nam (nay là Ban biên tập Truyền hình đa phương tiện - Đài Truyền hình Việt Nam, viết tắt là VTVpcd). Kể từ đó, kênh BTV5 có tên thương hiệu là SCTV Thể Thao. Ngày 1 tháng 8 năm 2016, kênh BTV5 được đổi tên từ SCTV Thể Thao thành SSport. Ngày 27 tháng 10 năm 2016, kênh BTV5 được đổi tên lại từ SSport thành SSport 3. Ngày 27 tháng 1 năm 2023, kênh SSport 3 dừng phát sóng. SCTV ngừng hợp tác, trả kênh BTV5 về Đài PT-TH Bình Dương. Ngày 1 tháng 3 năm 2023, phát sóng thử nghiệm kênh BTV5 - ON Sports Action, với nội dung là kênh thể thao hành động - mạo hiểm, do VTVcab và Đài PT-TH Bình Dương hợp tác phát sóng. Ngày 1 tháng 7 năm 2024, kênh ON Sports Action tạm thời ngừng phát sóng. Ngày 2 tháng 7 năm 2024, kênh phát sóng trở lại. Từ 3 tháng 7 năm 2024, kênh được trả lại cho Đài PT-TH Bình Dương quản lí. |